# Liste der Ortschaften im Bezirk Gänserndorf
Die Liste der Ortschaften im Bezirk Gänserndorf enthält die 44 Gemeinden und ihre zugehörigen Ortschaften im niederösterreichischen Bezirk Gänserndorf (Einwohnerzahlen in Klammern, Stand 1. Jänner 2024). Stand Ortschaften: 1. Jänner 2022
Kursive Gemeindenamen sind keine Ortschaften, in Klammern der Status Markt bzw. Stadt. Die Angaben erfolgen im offiziellen Gemeinde- bzw. Ortschaftsnamen, wie von der Statistik Austria geführt.
- Aderklaa (226)
- Andlersdorf (170)
- Angern an der March (Markt, 1467)
  - Grub an der March (313)
  - Mannersdorf an der March (477)
  - Ollersdorf (875)
  - Stillfried (379)

- Auersthal (Markt, 1988)
- Bad Pirawarth (Markt, 1301)
  - Kollnbrunn (455)

- Deutsch-Wagram (Stadt, 9223)
- Drösing (Markt, 898)
  - Waltersdorf an der March (249)

- Dürnkrut (Markt, 1726)
  - Waidendorf (513)

- Ebenthal (Markt, 906)
- Eckartsau (Markt, 464)
  - Kopfstetten (227)
  - Pframa (331)
  - Wagram an der Donau (156)
  - Witzelsdorf (153)

- Engelhartstetten (Markt, 968)
  - Groißenbrunn (217)
  - Loimersdorf (518)
  - Markthof (139)
  - Schloßhof (89)
  - Stopfenreuth (253)

- Gänserndorf (Stadt, 12.133)
- Glinzendorf (357)
- Groß-Enzersdorf (Stadt, 7090)
  - Franzensdorf (344)
  - Matzneusiedl (6)
  - Mühlleiten (309)
  - Oberhausen (2376)
  - Probstdorf (800)
  - Rutzendorf (392)
  - Schönau an der Donau (193)
  - Wittau (572)

- Groß-Schweinbarth (Markt, 1360)
- Großhofen (100)
- Haringsee (657)
  - Fuchsenbigl (339)
  - Straudorf (166)

- Hauskirchen (636)
  - Prinzendorf an der Zaya (489)
  - Rannersdorf an der Zaya (174)

- Hohenau an der March (Markt, 2793)
- Hohenruppersdorf (Markt, 958)
- Jedenspeigen (Markt, 685)
  - Sierndorf an der March (450)

- Lassee (Markt, 2617)
  - Schönfeld im Marchfeld (410)

- Leopoldsdorf im Marchfelde (Markt, 2579)
  - Breitstetten (439)

- Mannsdorf an der Donau (336)
- Marchegg (Stadt, 2310)
  - Breitensee (794)

- Markgrafneusiedl (909)
- Matzen-Raggendorf (Markt)
  - Klein-Harras (369)
  - Matzen (1981)
  - Raggendorf (617)

- Neusiedl an der Zaya (Markt, 1115)
  - St. Ulrich (127)

- Obersiebenbrunn (Markt, 1775)
- Orth an der Donau (Markt, 2211)
- Palterndorf-Dobermannsdorf (Markt)
  - Dobermannsdorf (Hauptort, 738)
  - Palterndorf (587)

- Parbasdorf (167)
- Prottes (Markt, 1461)
- Raasdorf (645)
  - Pysdorf (74)

- Ringelsdorf-Niederabsdorf (Markt)
  - Niederabsdorf (590)
  - Ringelsdorf (Hauptort, 693)

- Schönkirchen-Reyersdorf (Markt, 2008)
- Spannberg (Markt, 983)
- Strasshof an der Nordbahn (Stadt, 12.006)
- Sulz im Weinviertel (Markt)
  - Erdpreß (213)
  - Nexing (50)
  - Niedersulz (384)
  - Obersulz (586)

- Untersiebenbrunn (1791)
- Velm-Götzendorf (779)
- Weiden an der March
  - Baumgarten an der March (204)
  - Oberweiden (Hauptort, 437)
  - Zwerndorf (376)

- Weikendorf (Markt, 1140)
  - Dörfles (246)
  - Stripfing (351)
  - Tallesbrunn (325)

- Zistersdorf (Stadt, 2874)
  - Blumenthal (151)
  - Eichhorn (293)
  - Gaiselberg (234)
  - Gösting (299)
  - Großinzersdorf (483)
  - Loidesthal (617)
  - Maustrenk (326)
  - Windisch Baumgarten (179)